# Joliet Prison
Joliet Prison bylo vězení, postavené nedaleko města Joliet ve státě Illinois v USA, funkční od roku 1858 do roku 2002.

## Historie
Vězení bylo postaveno lidmi na nucených pracích za celkovou cenu 75 000 dolarů a poskytlo místo pro 761 vězňů. Otevřeno bylo v roce 1858. V době vzniku to byla největší věznice v zemi a její design se stal vzorem pro mnohá vězení v USA. Prvních 53 vězňů se sem „nastěhovalo“ v květnu 1858. Dva kriminální vězni a váleční zajatci zde byli zavřeni i během Občanské války. Do roku 1872 počet vězňů dosáhl čísla 1239, což je opravdu rekordní číslo pro jedno vězení.[zdroj?]
Od roku 1870 měla správa vězení pracovní smlouvy s místními obchody. Vězení se pomalu přizpůsobovalo změnám. V roce 1910 v celách nebyla žádná umyvadla ani toalety a budování blízké věznice Statevill v roce 1917 znamenalo rychlé uzavření Joliet Prison.[ujasnit] Počet vězňů dosáhl vrcholu v roce 1990 – 1300 vězňů, a v roce 2000 to bylo 1156, ačkoli kapacita byla mezi roky 1999–2000 zvýšena z předešlých 1180 na 1300. V roce 2000 zde pracovalo 541 lidí a vězení mělo roční rozpočet 333,8 milionu dolarů.
Do roku 1990 vězení fungovalo jako mezivězení státu Illinois, kde se přidržovali vězni na méně než měsíc, a takto zde prošlo přes 20 000 vězňů za rok. Joliet Prison bylo uzavřeno v únoru 2002. Rozpočtové škrty a zastaralé a nebezpečné vybavení bylo hlavním důvodem. Všichni vězni a personál byli přemístěni do nově postavené věznice Stateville, dalšího vězení s maximální ostrahou v Joliet. Věznice Joliet Prison sloužila jako přijímací centrum vězňů až do března 2004.
TV stanice Fox ve zdejší staré části natáčela seriál Útěk z vězení (2004).